# Obszary ochrony przyrody w Egipcie
Obszary ochrony przyrody (arab: محمية, ang: protectorate) – specjalne tereny chronione w Egipcie, obejmujące parki narodowe i rezerwaty przyrody.
Ustawa 102 z 1983 roku upoważniła premiera do wyznaczenia obszarów ochrony przyrody. Dekret premiera określa granice każdego obszaru chronionego oraz określa podstawowe zasady zarządzania nim i ochrony jego zasobów naturalnych. Do tej pory zgłoszono 30 takich obszarów, których powierzchnia stanowi łącznie ponad 15% powierzchni Egiptu. 

## Nazwy obszarów chronionych zgłoszonych w ramach ustawy 102 z roku 1983
| Protektorat                               | Rok ustanowienia | Powierzchnia (km²) | Muhafaza                     | Nr dekretu           |
| ----------------------------------------- | ---------------- | ------------------ | ---------------------------- | -------------------- |
| Park Narodowy Ras Muhammad                | 1983             | 850                | Synaj Południowy             | 1068/1983, 2035/1996 |
| Rezerwat Zaranik                          | 1985             | 230                | Synaj Północny               | 1429/1985, 3379/1996 |
| Rezerwat Ahrasz                           | 1985             | 8                  | Synaj Północny               | 1429/1985, 3379/1996 |
| Rezerwat biosfery Al-Umajjid              | 1986             | 700                | Matruh                       | 671/1986, 3276/1996  |
| Park Narodowy Ilba                        | 1986             | 35600              | Prowincja Morza Czerwonego   | 450/1986, 642/1995   |
| Rezerwat Saludża wa Ghazal                | 1986             | 0,5                | Asuan                        | 928/1986             |
| Park Narodowy Świętej Katarzyny           | 1988             | 5750               | Synaj Południowy             | 613/1988, 940/1996   |
| Rezerwat Asztum Dżamil                    | 1988             | 180                | Port Said                    | 459/1988, 2780/1998  |
| Rezerwat jeziora Karun                    | 1989             | 250                | Fajum                        | 943/1989, 2954/1997  |
| Rezerwat Wadi ar-Rajan                    | 1989             | 1225               | Fajum                        | 943/1989, 2954/1997  |
| Rezerwat biosfery Wadi al-Allaki          | 1989             | 30000              | Asuan                        | 945/1989, 2378/1996  |
| Rezerwat Wadi al-Asjut                    | 1989             | 35                 | Asjut                        | 942/11989, 710/1997  |
| Rezerwat Kubbat al-Hassana                | 1989             | 1                  | Giza                         | 946/1989             |
| Rezerwat Al-Ghabat al-Mutahadżira         | 1989             | 7                  | Kair                         | 944/1989             |
| Rezerwat Kahif Wadi Sannur                | 1992             | 12                 | Bani Suwajf                  | 1204/1992,709/1997   |
| Rezerwat Nabk                             | 1992             | 600                | Synaj Południowy             | 1511/1992, 33/1996   |
| Rezerwat Abu Dżallum                      | 1992             | 500                | Synaj Południowy             | 1511/1992 33/1996    |
| Rezerwat Taba                             | 1998             | 3595               | Synaj Południowy             | 316/1998             |
| Rezerwat Buhajrat al-Burullus             | 1998             | 460                | Kafr asz-Szajch              | 1444/1998            |
| Rezerwat Dżuzur Bahr an-Nil               | 1998             | 160                | wszystkie muhafazy nad Nilem | 1969/1998            |
| Rezerwat Wadi Didżla                      | 1999             | 60                 | Kair                         | 47/1999, 3057/1999   |
| Rezerwat Siwa                             | 2002             | 7800               | Matruh                       | 1219/2002            |
| As-Sahra al-Bajda                         | 2002             | 3010               | Nowa Dolina/Matruh           | 1220/2002            |
| Wadi al-Dżimal - Hamata                   | 2003             | 7450               | Prowincja Morza Czerwonego   | 143/2003             |
| Al-Dżuzur asz-Szamalijja al-Bahr al-Ahmar | 2006             | 1991               | Prowincja Morza Czerwonego   | 1618/2006            |
| Dżilf al-Kabir                            | 2007             | 48 523             | Nowa Dolina                  | 10/2007              |
| Ad-Dababijja                              | 2007             | 1                  | Kina                         | 109/2007             |
| Rezerwat As-Sallum                        | 2010             | 383                | Matruh                       | 533/2010             |
| Al-Wahat al-Bahrijja                      | 2010             | 109                | Giza                         | 2656/2010            |
| Rezerwat Dżabal Kamil                     | 2012             |                    | Nowa Dolina                  | 271/2012             |